# جيمس إي. ليفينغستون
جيمس إي. ليفينغستون (بالإنجليزية: James E. Livingston)‏ هو ضابط أمريكي، ولد في 12 يناير 1940 في مقاطعة تيلفير في الولايات المتحدة.